# Schlachtgeschwader 5
La Schlachtgeschwader 5 (SG 5) (5e escadron d'attaque au sol) est une unité d'attaque au sol de la Luftwaffe pendant la Seconde Guerre mondiale. 

## Opérations
Le SG 5 a mis en œuvre principalement des avions Junkers Ju 87 et  Focke-Wulf Fw 190.

## Organisation
Le SG 5 n'a été que partiellement constitué, sans Geschwaderstab (état-major d'escadron) avec seulement un gruppe. 

### I. Gruppe
Formé le 18 octobre 1943 à Nautsi à partir du I./St.G. 5 avec :
- Stab I./SG 5 à partir du Stab I./St.G.5
- 1./SG 5 à partir du 1./St.G.5
- 2./SG 5 à partir du 2./St.G.5
- 3./SG 5 à partir du 3./St.G.5

Le 17 mai 1944, le 1./SG 5 devient 2./NSGr.8, et est reformé à partir du 4./SG 5.
Le 10 janvier 1945, le I./SG 5 est renommé III./KG 200 :
- Stab I./SG 5 devient Stab III./KG 200
- 1./SG 5 devient 9./KG 200
- 2./SG 5 devient 12./KG 200
- 3./SG 5 devient 11./KG 200

Gruppenkommandeure (Commandant de groupe) :
| Début          | Fin             | Grade     | Nom                                                  |
| -------------- | --------------- | --------- | ---------------------------------------------------- |
| Octobre 1943   | 2 juin 1944     | Major     | Martin Möbus (en) (Mort dans un accident de voiture) |
| Juin 1944      | Octobre 1944    | Major     | Fritz Schröter                                       |
| 9 octobre 1944 | 10 janvier 1945 | Hauptmann | Helmut Viedebantt (en)                               |

### II. Gruppe
Seul le 4./SG 5 a été formé

#### 4./SG 5
Formé le 7 février 1944 à Petsamo à partir du 14.(Jabo)/JG 5.

Le 17 mai 1944, il a été renommé 1./SG 5.